# Boké flygplats
Boké flygplats är en flygplats i Guinea.   Den ligger i regionen Boké, i den västra delen av landet, 170 km norr om huvudstaden Conakry. Boké flygplats ligger 69 meter över havet.